# Har Šimchon
Har Šimchon (hebrejsky: הר שמחון) je hora o nadmořské výšce 772 metrů v Izraeli, v Horní Galileji.
Nachází se cca 1 kilometr jižně od vesnice Dalton a cca 5 kilometrů severně od Safedu. Má podobu nevelkého bezlesého masivu, podél jehož jižní strany se táhne údolí vádí Nachal Dalton, na východní straně vádí Nachal Evjatar. Jižně od kopce začíná rozsáhlý lesní komplex les Birija.